# Robert Fern Lyons
Pour les articles homonymes, voir Robert Lyons et Lyons.
Robert Fern Lyons (1er juillet 1856-29 décembre 1926) est un homme politique canadien du Manitoba. Il est député provincial conservateur de la circonscription manitobaine de Norfolk à l'Assemblée législative du Manitoba de 1892 à 1895 et de 1900 à 1914.

## Biographie
Né à New Boyne dans le Canada-Ouest (maintenant l'Ontario), Lyons étudie à Athens. Il s'installe au Manitoba et travaille comme fermier. Lyons était un méthodiste et franc-maçon.
Lyons meurt à Canberry en décembre 1926 à l'âge de 70 ans.